# Soul Bossa Nova
Soul Bossa Nova è un brano strumentale composto, arrangiato e prodotto da Quincy Jones, che lo selezionò come traccia d’apertura dell’album Big Band Bossa Nova pubblicato per la Mercury Records nel 1962.

## Composizione
Jones lo compose di getto, in non più di venti minuti, poco dopo essere rientrato negli Stati Uniti da una tournée con Dizzy Gillespie in Brasile, dove aveva potuto conoscere ed apprezzare i musicisti locali e la bossanova, che in quel momento stava cominciando a farsi conoscere anche a livello internazionale.
Per l’assolo di flauto Quincy Jones si rivolse al virtuoso polistrumentista Rahsaan Roland Kirk.

## Utilizzo
Soul Bossa Nova incontrò immediatamente l’apprezzamento del pubblico e dei colleghi musicisti: già nel 1964 Sidney Lumet volle utilizzare il brano nel film L’uomo del banco dei pegni, mentre Woody Allen chiese a Marvin Hamlisch di comporre un pezzo che ricordasse Soul Bossa Nova per la commedia del 1969 Prendi i soldi e scappa.
Il disc jockey britannico Alan 'Fluff' Freeman utilizzò il pezzo di Jones come tema principale del suo programma radiofonico in onda sulla BBC negli anni ’70, mentre il compositore francese Nino Ferrer ne utilizzò l'orchestrazione per il ritornello della canzone Les cornichons del 1969 (sempre in Francia, è stato utilizzato anche come sigla della Coppa del Mondo FIFA nel 1998).
Lo show televisivo canadese Definition lo utilizzò invece come sigla per ben quindici anni, dal 1974 al 1989; proprio perché gli ricordava questa trasmissione e la propria adolescenza, l’attore e regista canadese Mike Myers, volle utilizzarlo come tema d'apertura nella serie di film di Austin Powers.